# Benjamin Limo
Benjamin Limo (Eldoret, Kenia, 23 de agosto de 1974) es un atleta keniano, especialista en la prueba de 5000 m, con la que ha logrado ser campeón mundial en 2005.

## Carrera deportiva
En el Mundial de Helsinki 2005 ganó la medalla de oro en los 5000 metros, con un tiempo de 13:32.55 segundos, quedando por delante del etíope Sileshi Sihine y del australiano Craig Mottram.
Anteriormente había ganado la medalla de plata en la misma prueba, en el mundial de Sevilla 1999, quedando tras el marroquí Salah Hissou y por delante del belga Mohammed Mourhit.